# Wes Wessberg
Walter Norman "Wes" Wessberg (nascido em 27 de junho de 1939) é um ex-ciclista olímpico estadunidense. Representou sua nação na prova de corrida individual em estrada nos Jogos Olímpicos de Verão de 1968.